# Rennes-sur-Loue
Rennes-sur-Loue è un comune francese di 96 abitanti situato nel dipartimento del Doubs nella regione della Borgogna-Franca Contea.

## Società

### Evoluzione demografica
Abitanti censiti